# Васильев, Антон Александрович (гребец)
Анто́н Алекса́ндрович Васи́льев (13 октября 1983, Челябинск, СССР) — российский гребец, участник Олимпийских игр. Заслуженный мастер спорта России.

## Карьера
На Олимпийских играх 2008 года Васильев в гребле на байдарках-четвёрках на 1000 метров занял 8-е место. Через 4 года в Лондоне на той же дистанции он стал 7-м.
В 2007 и 2011 годах становился бронзовым призёром чемпионата мира на дистанциях 200 и 1000 метров. В 2013 году выиграл золото.
Многократный победитель и призёр Кубков мира, призёр чемпионата Европы среди молодежи 2004.